# Мера (Верчели)
Мера је насеље у Италији у округу Верчели, региону Пијемонт.
Према процени из 2011. у насељу је живело 2 становника. Насеље се налази на надморској висини од 1505 м.